# 国際連合レバノン暫定駐留軍
国際連合レバノン暫定駐留軍（こくさいれんごうればのんざんていちゅうりゅうぐん、United Nations Interim Force in Lebanon）は、1978年3月19日に採決された国際連合安全保障理事会決議425に基づき、国際連合によって組織された部隊である。しばしばUNIFILとの略称で言及される。日本のメディアにおいては、国連レバノン暫定軍、国連レバノン駐留軍との名称も用いられている。

## 概要
レバノンからのイスラエル軍の撤退を監視し、レバノン政府の統治体制を安定化させることを目的としている。部隊の第一陣は1978年3月23日に第二次国際連合緊急軍(UNEF II)および国際連合兵力引き離し監視軍（UNDOF）の部隊の一部を転用する形で編成された。
1982年にイスラエル軍がレバノンに侵攻した後には、南レバノンにおけるレバノン市民への食料と医薬品の供給を主な任務とした。1985年以降、イスラエル政府はレバノンの部隊を漸減させる政策をとったが、ヒズボラ掃討の為に1993年、1996年および1999年にそれぞれ大規模な侵攻作戦を展開した。この際、暫定軍は反撃能力・権限を持たない為、難民キャンプを支援している所を、しばしばイスラエル軍の標的とされた。
2006年1月に行われたレバノン政府からの要請により、同年7月に終了する予定であったUNIFILの任務は、7月のイスラエル軍侵攻によって延長されている。
2015年11月16日現在で、40か国から10560名の要員が派遣されている。
UNIFILの司令官は、2022年2月28日からスペイン人のアロルド・ラサロ・サエンス将軍が務めている。(参謀長は07年からフランス人将校をつとめる、現在の参謀総長は2018年から就任しているヤン・グラヴェテ将軍である)
毎年、安保理決議で任務の期間が延長されている。2024年8月28日、国連安保理は決議2749で任務の期間を1年延長した。

## 任務
UNIFILの主要な任務は次のものがある。
- 南レバノンからのイスラエル軍部隊の撤退の監視
- 国際紛争の防止
- 同地域におけるレバノン政府の権威回復を補助する

これらに加え、2006年の侵攻を受け、レバノン軍を唯一の軍事組織とすることを助けるとの目的が加わった。これはヒズボラの武装解除を意味しているが、アメリカ合衆国が主張した軍事的強制力は伴わない。

## 展開中の作戦

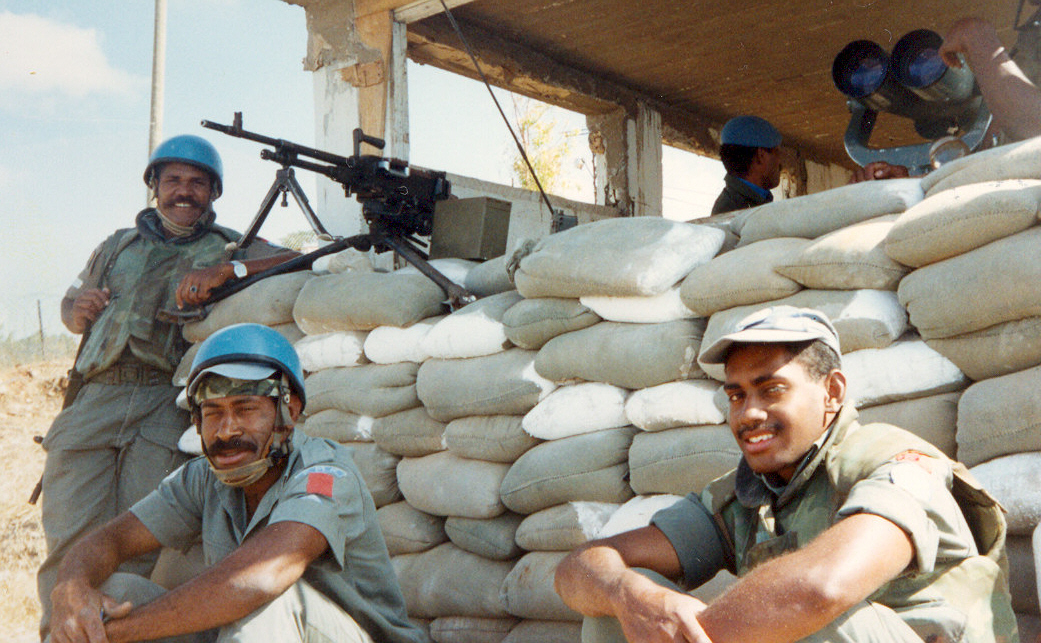
駐屯地のフィジー兵

UNIFILは現在、イスラエル軍とヒズボラとの間の兵力引き離し任務にあたっている。この他には、地雷の撤去、難民保護、人道援助の供給などを主な任務としている。
組織は2006年4月30日時点では1991人の兵士と50人の国際連合休戦監視機構（UNTSO）監視員、390人の文民で構成されている。
部隊を派遣している諸国は、中華人民共和国、フランス、フィンランド、ガーナ、インド、アイルランド、イタリア、ポーランドである。年間予算は1億ドルに達する。司令官はベイルート駐在のフランス駐在武官およびフランス情報部の中東局長であった、フランス軍のアラン・ペジェグリニ少将が務めている。
2006年7月まで、部隊には261人の死者が発生しており、そのうち12人は文民であった。
イスラエル軍はUNIFILの存在を快く思っておらず、その安全に対してほとんど注意を払っていないとの報道が存在する。
イスラエル軍がこのような態度をとっているのは、2000年10月に発生したヒズボラによるイスラエル軍兵士の誘拐事件において、UNIFILが消極的な姿勢を見せ、さらには共謀さえしたのではないかとの疑念が元となっているとされる。国際連合は調査報告において正式にこの疑問を払拭しているが、イスラエルにおける疑惑は晴れていない。
2006年7月に開始されたイスラエル軍によるレバノン侵攻に先立って、イスラエル政府はUNIFILがヒズボラに対してより強硬な姿勢をとるか、それが不可能であるならば同地域から撤退するようにとの要請を国際連合で行っている。
イスラエル軍の侵攻が開始されると、UNIFILの活動はほぼ不可能となっており、より強力な武装をした平和維持軍部隊（PKF）を派遣するべきだとの意見が提出されている。紛争は1ヶ月で停戦に至ったが、イスラエルのエフード・オルメルト首相は、国際連合に対して、レバノン私兵組織の武装解除を定めた決議1559の遵守を要請しており、これを停戦の主要条件であると表明している。

### ダマン作戦（フランス）
フランスは1978年以来レバノンに駐留しており、UNIFILの主要拠出国のひとつである（2017年には700人近い兵士を派遣）。 フランス部隊は主に部隊指揮予備隊（FCR）を指揮しており、UNIFILの活動地域全体に展開するすべての部隊に代わって非常に迅速に介入することができる。約20人のフランス軍兵士もUNIFIL本部に所属している。フランス部隊はまた、諜報部隊、国家構成部隊、大使館の増援、情報システムの指揮、および統合戦域指揮のために働いている。 2017年には、ダマン部隊の兵士によって700回以上のパトロールが実施された。いずれもイスラエル・レバノン国境沿いでレバノン軍と共同で実施された。

### イスラエル軍からの攻撃
2006年、UNIFILの発表によるとこの他数十カ所の駐屯地が主にイスラエル側からの攻撃にさらされているとされる。
- 7月16日にはインド軍兵士が死亡した[10]。
- 7月24日にはイスラエル軍戦車の攻撃によってガーナ軍兵士が負傷した。また、道路補修にあたっていた中国人技術者が負傷している[11]。
- 7月25日にはオーストリア、カナダ、中華人民共和国、フィンランド人の停戦監視要員合計4名がUNIFIL施設を攻撃したイスラエル軍によって殺害された。現地時間午後1時20分に開始され、合計16度の攻撃が行われた。施設から半径100メートル内に砲弾や爆弾などが合計12発が着弾し、そのうち4発が施設を直撃したと報道されている。現地の司令官はイスラエル軍に対して10度にわたり攻撃中止を要求し、さらに連絡を受けた国際連合本部においてもマーク・マロック・ブラウン副事務総長がイスラエル政府代表に対して要請を行ったが、攻撃は施設破壊後の救援活動中も続いた[12]。この攻撃については、コフィー・アナン事務総長によって、「攻撃は明らかに意図的な物であった」との声明が出されている[13][14]。

2023年にイスラエルとヒズボラの紛争が勃発し、翌2024年10月1日にはイスラエル軍がレバノン南部で地上作戦を開始するなど両国間の戦闘が激化。10月10日にはレバノン南部ナクラにある本部の監視塔に戦車で砲撃を行い、UNIFILのインドネシア人隊員2名が負傷した。
2024年10月12日、国連レバノン暫定軍に要員を派遣する40か国が攻撃を非難する共同声明を出した。声明には主要な要員派遣国であるインドネシア、イタリア、インドのほか、兵士数百人を派遣するガーナ、ネパール、マレーシア、スペイン、フランス、中国などが署名した。この翌日の10月13日、イスラエル軍はUNIFIL拠点の正門を戦車2両で破壊、拠点の照明を消すよう要求した後に立ち去った。イスラエルのネタニヤフ首相はビデオ演説でUNIFILの撤退させるよう国連事務総長に求める一方、UNIFILは声明で「国連の拠点への侵入は国際法違反だ」として強く非難した。